# Надійність Вікіпедії
Надійність Вікіпедії (в першу чергу англомовної версії), порівняно із іншими енциклопедіями та більш спеціалізованими джерелами, досліджувалася багатьма способами, включаючи статистичні, порівняльні огляди, аналіз історичних шаблонів та сильних і слабких сторін властивих унікальному для Вікіпедії процесу редагування. Отримали публічність випадки конфліктного редагування і використання Вікіпедії для «редагувань задля помсти» (додавання хибних, наклепницьких або упереджених тверджень до біографій).
Раннє дослідження журналу Nature стверджує, що у 2005 році наукові статті Вікіпедії виявилися близькими за точністю до Британіки і мали порівняну частоту «серйозних помилок». Encyclopædia Britannica опонувала дослідженню Nature і згодом Nature надала як формальну відповідь так і спростування по кожному пункту основних заперечень Британіки. Між 2008 та 2012 роками статті Вікіпедії із галузей науки та медицини, таких як патологія, токсикологія, онкологія, фармацевтика і психіатрія, порівняли із професійними рецензованими джерелами і виявлено, що глибина та розкриття теми у Вікіпедії відповідали високим стандартам.
Німецький комп'ютерний журнал c't порівняв у лютому 2007 року чотири цифрові енциклопедії Bertelsmann Enzyklopädie 2007, Brockhaus Multimedial premium 2007, Encarta 2007 Enzyklopädie і Німецька Вікіпедія використавши 150 запитів, із яких 56 були розглянуті детально. Дослідження не виявило у Вікіпедії більше помилок ніж у комерційних конкурентах.
У грудні 2007 німецький журнал Stern опублікував результати порівняння між німецькою Вікіпедією і онлайн версією 15-томної редакції Brockhaus Enzyklopädie. 50 статей із кожної енциклопедії на теми політики, бізнесу, спорту, науки, культури, розваг, географії, медицини, історії та релігії оцінювалися за чотирма критеріями: точність, повнота, сучасність та ясність. Статті з Вікіпедії виявилися в середньому точнішими (1,6 за шкалою від 1 до 6 порівняно із 2,3 для Брокгауза, де 1 — найкраще, 6 — найгірше). Вікіпедія також виявилася повнішою та сучаснішою; однак, Брокгауз був ясніше написаний (1,8 проти 2,4 у Вікіпедії), декілька статей Вікіпедії критикувалися як занадто складні для нефахівців, і багато — як занадто довгі.
У 2012 році публікація в Psychological Medicine порівняла статті на теми психічних захворювань у Вікіпедії, Encyclopaedia Britannica та підручнику із психіатрії. Експерти оцінили точність, сучасність, широту, джерела та простоту викладу. Вікіпедія отримала найвищі оцінки з усіх критеріїв крім простоти викладу, і автори зробили висновок, що Вікіпедія така ж якісна або краща за Британіку та стандартний підручник.